# Polydektes
Polydektes var kung av ön Seriphos i grekisk mytologi. Han var den som skickade iväg hjälten Perseus att hämta Medusas huvud och tvingade prinsessan Danaë, Perseus mor, att gifta sig med honom medan sonen var borta. Han blev dock dödad av Perseus vid dennes återkomst och hans bror Diktys tog över hans rike.

## Myten om Danaë och Perseus
Kung Akrisios av Argos begav sig till oraklet i Delfi eftersom han ännu inte hade någon son som kunde efterträda honom. Oraklet gav honom en profetia om att han skulle bli dödad av sin dotterson. Förskräckt över denna spådom skyndade han sig hem och låste in sin enda dotter Danaë i en underjordisk kammare av koppar, så att profetian inte skulle kunna gå i uppfyllelse.
Guden Zeus som förälskat sig i prinsessan tog form av ett guldregn och besökte henne i hennes fängelse där han förförde henne. Resultatet blev ett gossebarn som modern döpte till Perseus. Danaë hade lyckats gömma sin graviditet för fadern, men så snart sonen var född, fick Akrios reda på barnets existens. Förfärad över att profetian skulle kunna gå i uppfyllelse bestämde han sig för att göra sig av med dottern och dottersonen. Han stängde in dem båda i en kista som han sedan kastade i havet.
Istället för att dränka de två, förde vågorna kistan mot ön Seriphos där de fastnade i Diktys fiskenät. Diktys bror var Polydektes, öns härskare, och de blev mottagna med stor gästfrihet. Här fann Danaë en fristad och Perseus fick en trygg plats att växa upp på. Medan Perseus växte, blev kung Polydektes mer och mer förälskad i hans mor Danaë. Så snart Perseus nått vuxen ålder gjorde Polydektes allt för att bli av med den beskyddande sonen. Han lyckades lura i ynglingen att döda monstret Medusa och sedan föra hennes huvud tillbaka till kungen som bevis, i tron om att pojken skulle bli dödad på vägen. Medusa var ett välkänt monster då hon förstenade alla som såg på henne.
Efter ett långt och händelserikt äventyr lyckades Perseus med sin list och styrka, samt lite hjälp från gudarna, att fullfölja sitt uppdrag. På hemvägen lyckades han dessutom rädda prinsessan Andromeda undan ett havsmonster och han gifte sig med henne.
Under tiden medan Perseus varit borta hade kung Polydekes tvingat Danaë till äktenskap med våld. Sonen återvände till ön Seriphos och lyckades rädda sin mor genom att visa Medusas huvud för kungen som ögonblickligen förstenades. Perseus gav sedan kungadömet till Polydektes bror Diktys. Efter det återvände Perseus med hans mor och hustru till hans födelsestad Argos. Hans morfar Akrisios hade flytt till Larissa i Thessalien, fortfarande rädd för att oraklets spådom skulle uppfyllas. Perseus sökte emellertid upp honom och övertalade honom att återvända till Argos.
Men innan Perseus och Akrisios begav sig hemåt deltog de i de festspel som pågick i staden. Olyckligt nog hade Perseus oturen att kasta en diskus som träffade hans morfar i huvudet och han föll genast död ner. Så blev oraklets spådom uppfylld. Perseus sörjde djupt sin morfar och gav honom en mycket högtidlig begravning innan han ensam vände tillbaka hem till Argos.